# Nazionale maschile under 17 di football americano della Francia
La nazionale Under-17 di football americano della Francia è la selezione Under-17 maschile di football americano della Federazione Francese di Football Americano, che rappresenta la Francia nelle varie competizioni ufficiali o amichevoli riservate a squadre nazionali Under-17.

## Dettaglio stagioni

### Amichevoli
| Stagione | Vin | Par | Per | Tot | PF | PS | avversaria     |
| -------- | --- | --- | --- | --- | -- | -- | -------------- |
| 2010     | 1   | 0   | 0   | 1   | 32 | 16 | Catalogna U-17 |
| Totale   | 1   | 0   | 0   | 1   | 32 | 16 |                |

Fonte: americanfootballitalia.com

### Riepilogo partite disputate
| Anno           | Luogo      | Evento     | Fase del torneo | Incontro                      | Risultato |
| 13 giugno 2010 | Marseillan | Amichevole |                 | Francia U-17 - Catalogna U-17 | 32 - 16   |

## Confronti con le altre Nazionali
Questi sono i saldi della Francia nei confronti delle Nazionali incontrate.

### Saldo positivo
| Nazionale      | Giocate | Vinte | Pareggiate | Perse | PF | PS | Ultima vittoria | Ultimo pari | Ultima sconfitta |
| -------------- | ------- | ----- | ---------- | ----- | -- | -- | --------------- | ----------- | ---------------- |
| Catalogna U-17 | 1       | 1     | 0          | 0     | 32 | 16 | 2010            | -           | -                |